# Le Fantastique Homme colosse
Série
Le Retour de l'homme colosse
(1958)
Pour plus de détails, voir Fiche technique et Distribution.
The Amazing Colossal Man est un film américain de science-fiction réalisé par Bert I. Gordon et sorti en 1957.

## Fiche technique
- Titre original : The Amazing Colossal Man
- Titre français : Le Fantastique Homme colosse
- Réalisation : Bert I. Gordon
- Scénario : Bert I. Gordon, Mark Hanna, George Worthing Yates (non crédité)
- Musique : Albert Glasser
- Photographie : Joseph F. Biroc
- Montage : Ronald Sinclair
- Production : Bert I. Gordon
- Société de production : Malibu Productions
- Pays de production :  États-Unis
- Langue originale : Anglais
- Format : Noir et blanc
- Genre : Science-fiction
- Durée : 80 minutes
- Date de sortie : 1957

## Distribution
- Glenn Langan : lieutenant-colonel Glenn Manning
- Cathy Downs : Carol Forrest
- William Hudson : Dr Paul Linstrom
- Larry Thor : major Eric Coulter